# Euboea Montes
Euboea Montes est une montagne sur Io, une lune de Jupiter. Elle s'élève à 10,5 ± 1 km de haut, et est formé par l'inclinaison d'un bloc crustal, avec une modification ultérieure par un très grand glissement de terrain.

## Caractéristiques physiques
Euboea Montes a une forme allongée similaire à un ballon de rugby (175 km par 240 km) et est située à environ 40 kilomètres à l'est de la caldeira de Creidne Patera. Elle s'élève à 10,5 ± 1 km et possède une crête courbe la divisant en deux sections : le flanc sud raide avec une surface inégale et le flanc nord plus lisse incliné d'environ 6° vers le nord-ouest. À la base du flanc nord se trouve un dépôt épais et strié aux marges arrondies.

## Formation tectonique et glissement de terrain
Schenk et Bulmer utilisent leurs observations des images Voyager 1, des mesures des hauteurs sur la carte d'élévation numérique générée à partir des images et des analogies avec les structures de la Terre pour caractériser Euboea Montes. Selon eux, la montagne est un bloc de matière crustale, en raison de sa forme polygonale relativement intacte. Le bloc aurait été soulevé et incliné (d'environ 6°) par la poussée. Ce soulèvement a conduit à un glissement de terrain massif le long du flanc nord de la montagne.
Ce scénario est directement lié au recyclage de la croûte d'Io. Les morceaux de croûte plus anciens sont forcés de couler à mesure que du nouveau matériau est poussé au-dessus d'eux. Ce vieux matériau de la croûte volcanique est comprimé latéralement lorsqu'il s'enfonce. Schenk et Bulmer soutiennent que cette compression globale sur Io est au moins partiellement soulagée par chevauchement et le soulèvement de gros blocs crustaux. Sur Terre, un mécanisme similaire existe, par exemple dans les Black Hills aux États-Unis.
Schenk et MH Bulmer identifient le gisement d'un éventuel glissement de terrain au large d'Euboea Montes. Le dépôt épais sur le flanc nord est interprété comme étant dû à un glissement de terrain, et les auteurs indiquent en outre la forme du flanc nord comme preuve de la rupture du talus. Le volume estimé du tablier de débris est d'environ 25000 km3. Si cela est vrai, alors Euboea Montes possède sans doute l'un des plus grands tabliers de débris du Système solaire, d'une taille similaire à celle formée par les glissements de terrain à Valles Marineris, autour d'Olympus Mons sur Mars, ou les glissements de terrain sous-marins sur Terre,.